# Manoir de Moncan
Le manoir de Moncan est un édifice situé à Auray, en France.

## Situation
Le manoir est situé sur le territoire de la commune d'Auray,  22 rue de l'Abbé Joseph Martin, dans le département du Morbihan, en région Bretagne.

## Description
Le manoir date du XVIIe siècle, édifice à un étage carré, élévation à travées, élévation ordonnancée, il est construit en granite. Toit en pavillon, croupe. Escalier dans-œuvre en bois à balustres carrés, escalier tournant à retours sans jour.

## Historique
Construit entre 1620 et 1652 pour Jean Marin, seigneur de Beauvoisin, chevalier de Montcan, marié à Françoise Le Goubellon en 1620, mort en 1652. Continué par son fils Louis.
Le manoir est inscrit à l'inventaire général du patrimoine culturel.